# Тутунджан Джанна Таджатівна
Тутунджа́н Джа́нна Таджа́тівна (рос. Тутунджан Джанна Таджатовна22 вересня, 1931, Москва — 23 лютого, 2011) — російська художниця вірменського походження, живописиця і графікеса. Народний художник РФ.

## Життєпис
За батьком — вірменка, за матір'ю — росіянка. Її бабуся була піаністкою. Народилася в Москві, де закінчила школу і Московський художній інститут імені Сурікова (майстерня майстра плакату М. Черемних). У 1958 р. в часи переддипломної практики вперше опинилася в селищах уздовж берегів річки Сухона. Членкиня союзу художників (1964), заслужена художниця РРФСР (1972). Лауреатка Державної премії Вологодської області з образотворчого мистецтва та архітектури (2006).
Одружилася з художником Миколою Баскаковим і перебралася з чоловіком у місто Вологда.
Їздила селами півночі Росії в пошуках тем для творчості. Найбільше сподобалося село Сергіївка (Вологодська область, Тарногський р-н), де почала постійно працювати по 5-6 місяців на рік, обравши тематикою сільський побут.
Створила ілюстрації до творів письменника В. Бєлова.
У 2004 р. отримала почесне звання Народний художник РФ.
Жанровий діапазон майстрині не обмежений побутовими картинами чи картинами символічного забарвлення. Вона однаково успішно створює пейзажі («Сніжний травень»), натюрморти, портрети.

## Вибрані твори (російською)
- «Душ», 1964
- «Сама себе хозяйка», 1964
- «Конюх», 1966
- «Застолье на 8 марта», 1966
- «Старая прялка», 1967
- «Про хлеб, про соль», 1967
- «Вечный перезвон», 1967
- «В День Победы», 1968
- «Старушка. Женихов поубивали», 1968
- «Последний островлянин», 1968
- «Помню, бывало», 1968
- «Полдень», 1969
- «Молодая», 1969
- «Старый конь», 1969
- «Сторож музею», 1969
- «Незабудки» (Три женских возраста), 1969
- « Сторож музея», 1969
- «Последняя колыбельная», 1973
- «Вольному-воля»
- «Спаситель»
- «Снежный май»
- «На все руки» («Мастер»)